# Queiriga
Queiriga é uma povoação portuguesa sede da Freguesia de Queiriga do Município de Vila Nova de Paiva, freguesia com 35,46 km² de área e 523 habitantes (censo de 2021), tendo, por isso, uma densidade populacional de 14,7 hab./km².

## Demografia
A população registada nos censos foi:
| Ano  | 0-14 Anos | 15-24 Anos | 25-64 Anos | > 65 Anos |
| 2001 | 88        | 78         | 342        | 204       |
| 2011 | 50        | 51         | 227        | 247       |
| 2021 | 36        | 30         | 210        | 247       |

## Património
- Orca dos Juncais ou Anta da Queiriga
- Minas da Lousadela